# Забрдо
Забрдо (словен. Zabrdo) — поселення в общині Железнікі, Горенський регіон, Словенія. Висота над рівнем моря: 1092,4 м.